# Черешовска-Река
Черешовска-Река (болг. Черешовска река) — село в Болгарии. Находится в Смолянской области, входит в общину Смолян. Население составляет 10 человек.

## Политическая ситуация
В местном кметстве Могилица, в состав которого входит Черешовска-Река, должность кмета (старосты) исполняет Митко Минчев Чочев (Болгарская социалистическая партия (БСП)) по результатам выборов правления кметства в 2011 году и в 2007 году.